# Son (Nederland)
Son is een dorp in de Nederlandse gemeente Son en Breugel, gelegen aan de westelijke kant van de Dommel. De Ekkersrijt vloeit ter hoogte van Son in de Dommel. Ten zuiden van de dorpskern ligt het Wilhelminakanaal. Ten noorden van Son zijn twee nieuwbouwwijken gebouwd (De Gentiaan en Sonniuspark). De Dommel vormt de scheidslijn tussen Son en Breugel.

## Bezienswaardigheden
De oorspronkelijke dorpskern van Son is sterk veranderd door de aanleg van de doorgaande weg, de "provinciale weg" (Nieuwstraat / Hendrik Veenemanstraat, die samen met Wilhelminalaan en Boslaan de hoofdstraten zijn van Son).
- Monumenten die vallen onder de Monumentenwet:
  - Toren van de Sint-Petrus' Bandenkerk.
  - Raadhuis uit 1782-1783, met een halsgeveltje en het symbool van een stralende zon in het bovenlicht. In 1920 is het raadhuis verbouwd en uitgebreid aan de achterzijde. Sindsdien is het vrijwel niet meer veranderd. Het was in gebruik als gemeentehuis tot in 1965 een nieuw gemeentehuis gereedkwam. Daarna is er onder andere het postkantoor gevestigd geweest. Anno 2007 is onder andere de plaatselijke heemkundekring er gevestigd. Naast het raadhuis staat de dorpspomp die dienst heeft gedaan tot de aanleg van het waterleidingnet in 1950.
  - Woonhuis Dommelstraat 12. Dit herenhuis is het oudste woonhuis van Son. Het stamt uit het midden van de 17e eeuw. Het werd in de oorspronkelijke staat teruggebracht in 1998. Het dak wordt gesierd door een klokkentorentje. Het naastgelegen koetshuis werd na de Tweede Wereldoorlog afgebroken.
- De dorpskom heeft, vooral in de buurt van het Raadhuis, een aantrekkelijke sfeer. Enkele schilderachtige gebouwen zijn nog aanwezig.
- Kapel O.L.V. van Altijddurende Bijstand aan de Beverlaan (1950). Oorspronkelijk gebouwd door terugkerende soldaten van de politionele acties in Indonesië, als dank voor behouden terugkeer.
- De begraafplaats bij de vijver aan de Europalaan. Oorspronkelijk gebruikt voor zelfmoordenaars, die in vroeger tijd niet in (door een pastoor) gewijde aarde mochten worden begraven. Hieraan herinnert niets meer. Men vindt er het graf van burgemeester Samuel van Hoven (Nuenen, 21 mei 1798 - Son, 6 februari 1869; hij was ook secretaris in Nuenen en Tongelre; in Son was hij notaris) en zijn echtgenote Wilhelmina Jacoba van Heusden (Hilvarenbeek, 14 juni 1799 - Son, 12 juli 1895). Van Hoven en zijn gezin waren de enige niet-katholieken in Son. Ook zij mochten niet in de gewijde grond van het Rooms-Katholieke kerkhof begraven worden en een protestantse begraafplaats was in Son toen nog niet voorhanden. Van Hoven werd begraven in de tuin van zijn woning (Dommelstraat 12). Zijn vrouw gaf te kennen begraven te willen worden in Son op de (toen nauwelijks herkenbare) algemene begraafplaats, op de hei bij het Harde Ven (de huidige vijver). Dit geschiedde in 1895. Zo is het gebeurd en bij de verkoop van het huis, in 1903 is ook haar man daar herbegraven. Hun schoonzoon schonk in 1921 aan de gemeente de vergadertafel met stoelen die nu nog in het oude raadhuis staan. Als tegenprestatie nam de gemeente het onderhoud van de begraafplaats op zich. Een derde persoon die daar begraven ligt is een onbekende zwerver die in de Dommel verdronken is. Van hem waren geen gegevens bekend omtrent zijn geloof, en ook hij werd op deze kleine algemene begraafplaats bijgezet, maar een gedenksteen heeft hij niet gekregen. Dit is wellicht de kleinste begraafplaats van Nederland.
- Het Bevrijdingsmonument bij de vijver aan de Europalaan, van Jan van Gemert uit Gemert. Het werd onthuld op 17 september 1964 in aanwezigheid van oud-strijders van de Amerikaanse Airborne-eenheden.
- Sint-Petrus'-Bandenkerk, een modern kerkgebouw uit 1960.

Zie ook:

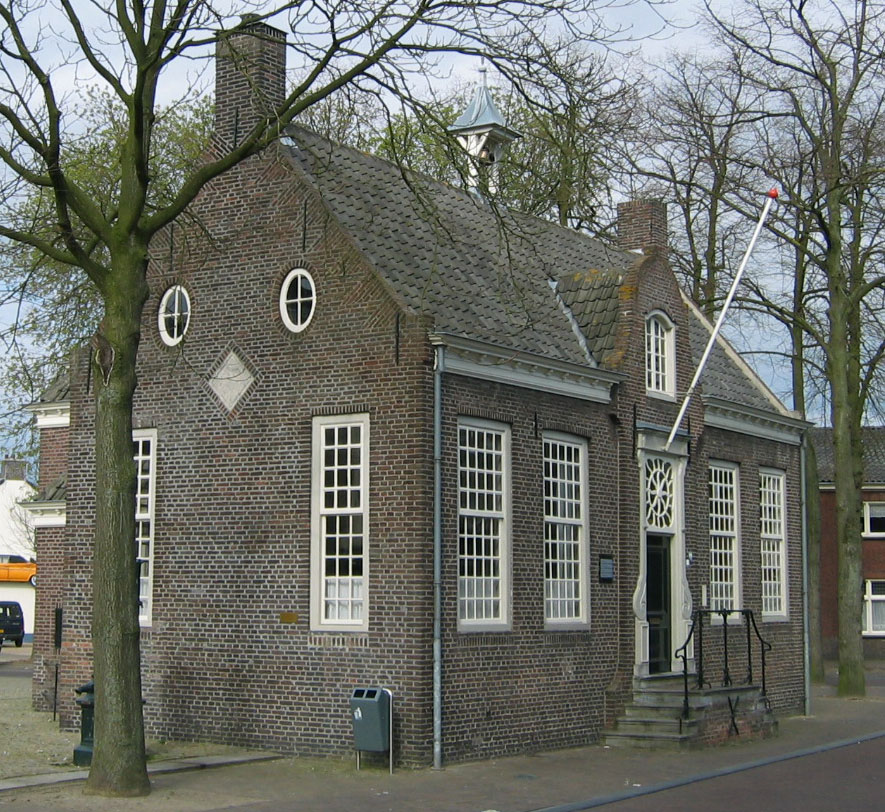
Het oude raadhuis in het centrum
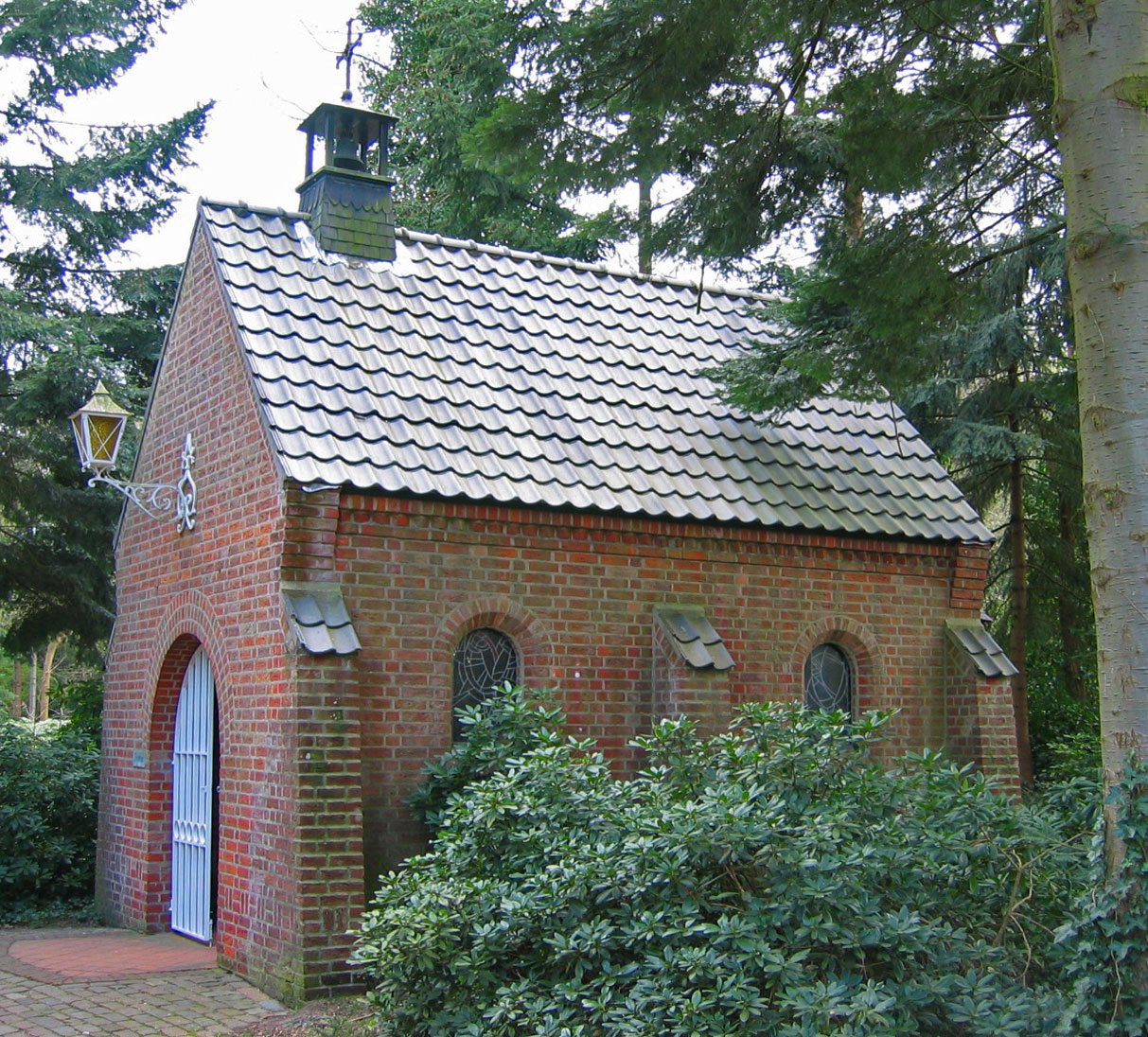
De kapel aan de Beverlaan
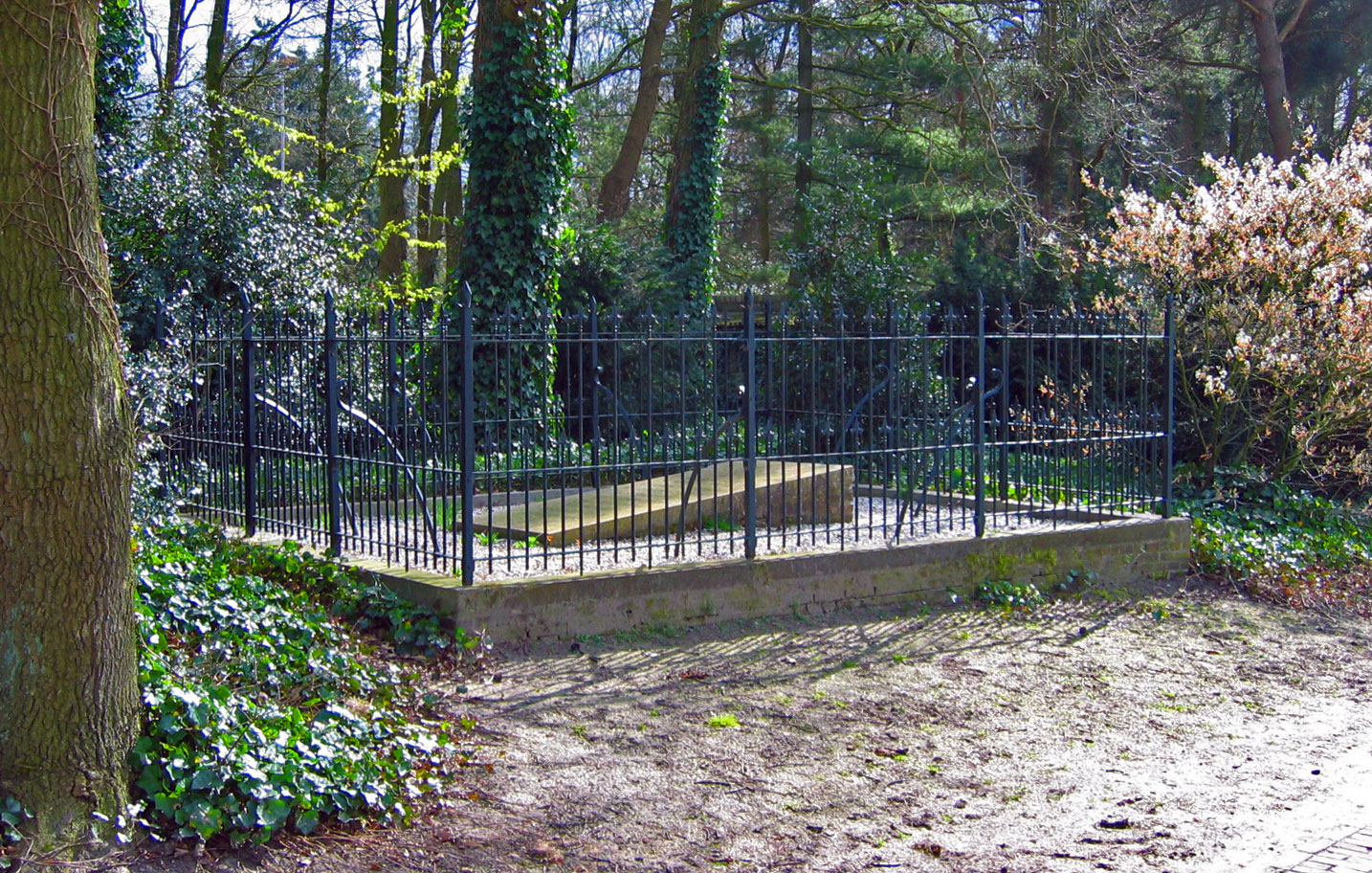
Het burgemeestersgraf bij de vijver aan de Europalaan
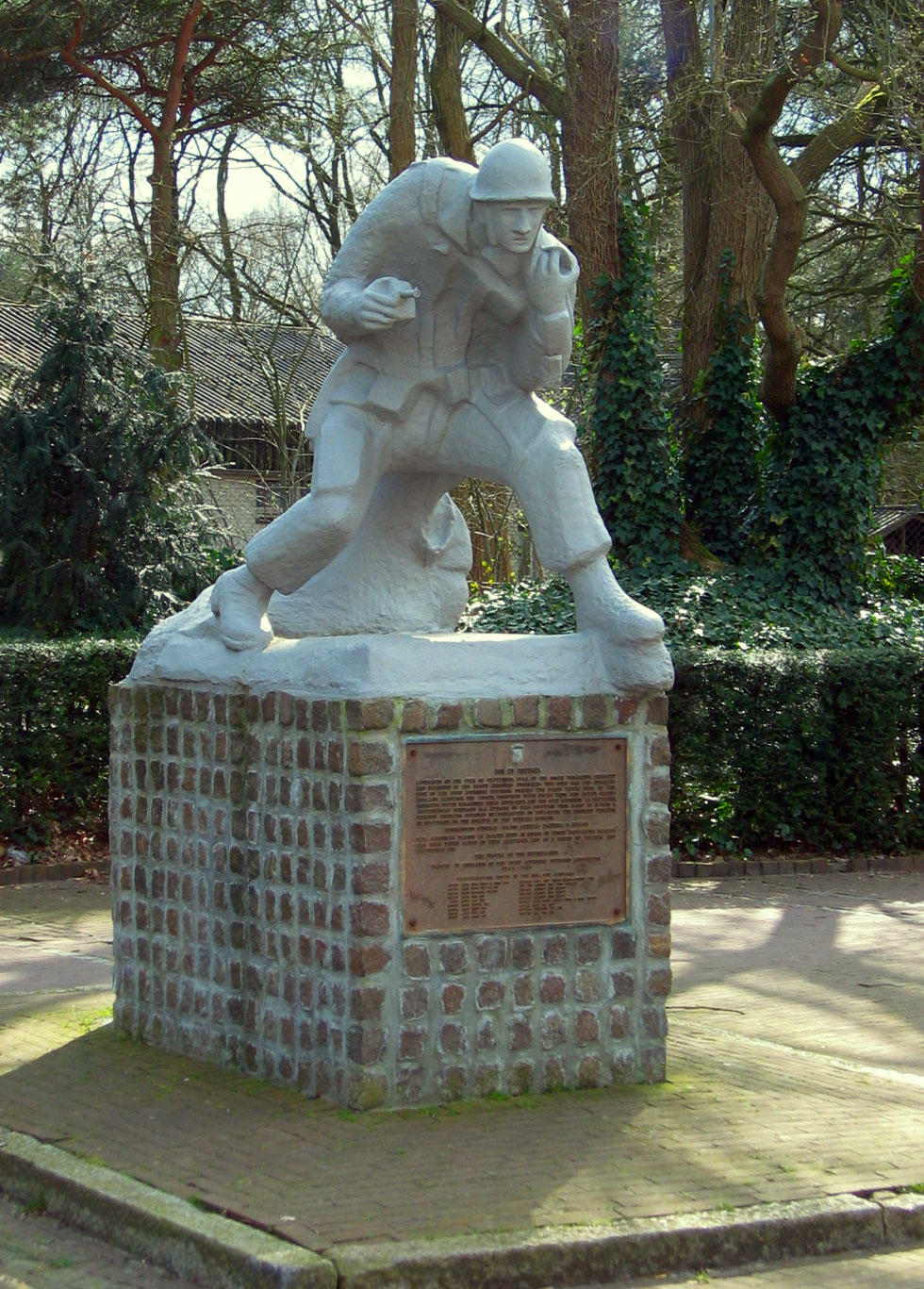
Het Bevrijdingsmonument bij de vijver aan de Europalaan
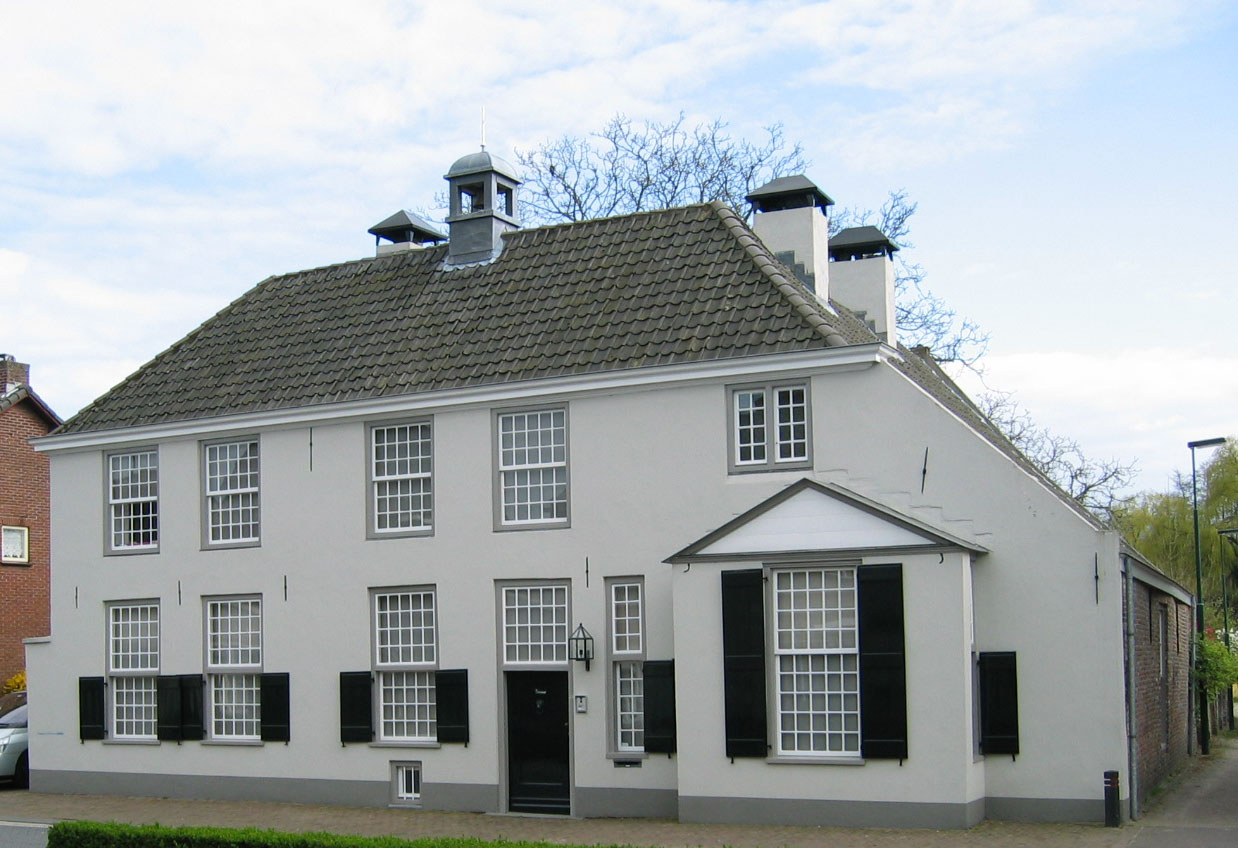
Het monumentale woonhuis Dommelstraat 12

## Wolfswinkel
Ten noorden van Son bevond zich op de Dommel de Wolfswinkelse Watermolen. Deze voormalige volmolen werd omstreeks 1200 door Hendrik I van Brabant geschonken aan de Norbertijnen van de abdij te Postel. Later werd Wolfswinkel een heerlijkheid. Eind 18e eeuw werd de molen verwoest door Engelse troepen, doch na 1795 werd ze herbouwd op een iets andere plaats. Uiteindelijk was ze in gebruik als volmolen, waarvan de lakenfabrikanten uit Geldrop en Tilburg gebruik maakten. Tijdens de twintigste eeuw verviel de molen. In 1928 begaf de sluis het en de rest werd na 1945 afgebroken. Slechts het molenaarshuis is nog overgebleven, terwijl de Watermolenstraat naar de verdwenen molen verwijst.

## Natuur en landschap
- In de Sonse bergen stroomt de Dommel langs een dekzandrug waardoor abrupte hoogteverschillen van vele meters tussen het dal en het bos zijn te vinden. Men kan wandelen in een gebiedje van 25 ha met bossen en enkele verlande Dommelarmen.
- De Sonse Heide is een naaldhoutgebied ten westen van Son van ongeveer 400 ha, dat aansluit op een soortgelijk gebied, de Nieuwe Heide bij Best. Er ligt een ven in, het Oudmeer genaamd, waaromheen een heide- en stuifzandgebied ligt. De Sonse heide was oorspronkelijk een heidegebied dat omstreeks 1920 met naaldhout is beplant. Er is een aantal wandelingen door dit gebied uitgezet. Het wordt tegenwoordig onder de naam Sonse Bossen beheerd door Staatsbosbeheer.
- Het Waterwingebied Son ligt ten noorden van Sonniuswijk in een heide-ontginning, en is vrij toegankelijk.

## Wijkindeling

### Centrum
Het centrum van Son onderging in en na 2006 flinke wijzigingen. Na de aanleg van de snelweg A50 kon de provinciale weg N265 worden teruggebracht tot een normale weg waarbij het de bedoeling is dat daar alleen maar plaatselijk verkeer langs komt. Veranderde zaken zijn:
- Indeling van het gebied rond de Nieuwstraat.
- Inrichting van het Raadhuisplein.
- Inrichting van het 17 Septemberplein, met onder andere de bouw van een huisartsenpost
- Verbouwing van de openbare bibliotheek.
- Aanleg van een park in het Dommeldal.
- Verwijdering van de twee tunnels (uit de jaren 1960) onder de provinciale weg.
- Bouw van nieuwe woningen langs de Hendrik Veenemanstraat.

### De Breeakker
Gelegen noordelijk van het centrum van het dorp, aan de oostkant van de provinciale weg, ook in het bos gelegen, ongeveer hetzelfde type als het Harde Ven.

### 't Harde Ven
Gelegen noordelijk van het centrum van het dorp, ten westen van de provinciale weg, volledig in het bos. De naam stamt af van de grote vijver tussen het centrum en de wijk, die vroeger een ven was. In de wijk staan voornamelijk huizen met een verdieping en een plat dak. Deze wijk is gebouwd in de jaren rond 1960.

### De Gentiaan
Deze wijk ligt ten noorden van 't Harde Ven, tussen de provinciale weg en de A50.
De bouw van deze wijk begon in de tweede helft van de jaren 1960. Er staan voornamelijk twee-onder-één-kap-woningen in een recht stratenpatroon met hofjes. De Gentiaan-Noord is later aangelegd.
In deze wijk ligt één basisschool, De Bloktempel. Er zit een supermarkt, een benzinestation en een cafetaria. Wijkcentrum Braecklant aan de Amerikalaan is een locatie voor wijkactiviteiten voor jong en oud.
De naam Gentiaan komt van de boerderij die er vroeger gelegen was. De straten zijn genoemd naar de rivieren in Nederland en Frankrijk, andere straten naar provincies, continenten en landen.

### Sonniuspark
Sinds 2008 wordt er gebouwd aan de nieuwe wijk Sonniuspark in de driehoek tussen de A50, de Sonniuswijk en de Rooiseweg; dat is ten noorden van de wijk De Gentiaan. De bouwactiviteiten zijn nagenoeg afgerond. Hier staan bijna zeshonderd woningen bestaande uit koopwoningen, sociale huurwoningen en appartementen. Basisschool De Ruimte (de voormalige "De Gentiaan" uit de gelijknamige wijk) opende haar deuren in 2015. 

### 't Zand
Relatief nieuwe wijk in Son, gelegen tussen het Wilhelminakanaal en de Boslaan. In deze wijk zijn 800 woningen gebouwd, met veel ruimte voor de natuur. Alle straten komen uit op de Vlinderlaan, die een grote cirkel maakt om de kern van de wijk. De rest van de straten is genoemd naar vlinders.
De kern van de wijk is opgebouwd uit grote bouwprojecten met roodkleurige huizen van baksteen. De buitenrand van de wijk is grotendeels opgemaakt uit particuliere projecten en bestaat uit witte vrijstaande huizen en boerderijen. Er resteren nog slechts vier echte boerderijen.
In de gehele wijk wordt het regenwater naar de natuur geleid door een tweede buizenstelsel, zodat het niet in de riolering terechtkomt, maar naar de planten gaat.

## Infrastructuur

### Wegen
Tot 1860 waren er in en rond Son geen verharde wegen.
De eerste verharde weg was de weg van Eindhoven naar Sint-Oedenrode, waarvan de verharding werd uitgevoerd in 1860.
In 1891/92 werd de weg van Son naar Breugel (onder andere de huidige Dommelstraat) verhard, de andere verbindingswegen pas na 1900.
De weg van Son naar Best bleef een zandweg tot 1953.
De provinciale weg Eindhoven - Sint-Oedenrode werd in de jaren 1960 verbreed en rechtgetrokken.
Vele panden in Son werden toen gesloopt.
In de loop der jaren nam de hoeveelheid doorgaand autoverkeer toe, tot de opening van de A50 ten westen van Son.
Daarna is de oude provinciale weg geherstructureerd waardoor het verkeer in het centrum is verminderd. Er is echter nog steeds veel doorgaand verkeer waardoor de gemeente werkt aan plannen voor een autoluw centrum.

### Tramlijn
In oktober 1896 werd begonnen met de aanleg van een stoomtramlijn door Son (van N.V. Tramwegmaatschappij "De Meijerij").
De gemeenteraad had daarvoor toestemming gegeven op 12 december 1895.
De lijn liep van Reusel via Eindhoven naar Veghel.
De reisduur van Eindhoven naar Son was ca. 35 minuten.
Het traject liep van de Tramstraat in Eindhoven via Dommelstraat, Stationsplein, parallel aan de spoorlijn Eindhoven-Boxtel, Lijmbeekstraat, Boschdijk, Frankrijkstraat, Vlokhoven, Son, Sint-Oedenrode, Veghel.
Er waren haltes bij Bokt (thans gemeente Eindhoven), op de Markt (nabij het oude raadhuis) en op de Rooijseweg, ter hoogte van toenmalig huisnummer 27.
De ingebruikname van het spoor in Son (op een strook van de provinciale weg) vond plaats op maandag 16 augustus 1897.
In de loop der jaren vonden diverse, deels dodelijke, ongevallen plaats met de stoomtram; ook is wel brand ontstaan nadat vonken van de tram op een rieten dak terecht waren gekomen.
Op 7 oktober 1934 werd het tramvervoer gestaakt, behalve het goederenvervoer dat nog doorging tot 10 januari 1937.
In de jaren daarna werd het tramspoor verwijderd.

### Telefoon
In 1911 werd besloten om in het Sonse hulppostkantoor een telefoonkantoor te vestigen. Op 14 mei 1913 werd het hulptelegraaf- en telefoonkantoor in Son officieel geopend. In de Naamlijst voor den Telefoondienst uit 1915 staat voor Son alleen de openbare spreekcel in het hulptelegraafkantoor vermeld; woonhuis- of bedrijfsaansluitingen waren er in Son toen nog niet. 

### Elektriciteit
Op 15 september 1923 hadden 120 gezinnen in Son voor het eerst de beschikking over elektriciteit (van de PNEM). Dat was later dan Eindhoven, Stiphout en Erp. De meeste gehuchten in Son waren in 1936 aangesloten. Pas in 1956 werd als laatste gehucht Sonniuswijk voorzien van elektriciteit.

### Waterleiding
In 1947 werd begonnen met de voorbereidingen voor de aanleg van een waterleidingnet. Het betrokken bedrijf was waterleidingmaatschappij Oost-Brabant. De dorpspomp bij het raadhuis werd geplaatst in 1859 en deed dienst tot 1950; deze pomp was echter vaak defect. Men gebruikte water uit putten en voor de was water uit de Dommel en later het kanaal. Sinds 1956 is het Waterwingebied Son actief voor het water in Son en Breugel.

### Aardgasnet
In 1964 werd begonnen met de aanleg van het aardgasnet. Op 23 september 1965 werden de eerste panden aangesloten. De duizendste aansluiting kwam tot stand op 31 maart 1966.

## Bekende inwoners
- Hans Brian (1940-2022), sportverslaggever
- Wim van Rooij (1932-2017), acteur
- Heymeric van de Velde (1395-1460), vooraanstaand filosoof en theoloog in de 15e eeuw, professor in achtereenvolgens Keulen en Leuven, werd geboren in Son
- Franciscus Sonnius (1506-1576), de eerste bisschop van 's-Hertogenbosch en Antwerpen
  - Naar deze bisschop is een buurtschap en straat, Sonniuswijk, genoemd. Ook Sonniuspark, een woonwijk in aanbouw, waarmee in 2008 werd gestart, is naar hem vernoemd:

In Son zijn enkele straten genoemd naar personen die een rol hebben gespeeld in de geschiedenis van de gemeente. Het gaat om
- Antoon van de Ven, burgemeester van 18 april 1918 tot zijn dood op 17 november 1934.
- Hendrik Veeneman, waarnemend burgemeester in de Tweede Wereldoorlog die omkwam in kamp Mauthausen. Het huis waarin hij woonde staat in die straat op nr. 7; het draagt de tekst "Henk's Home".

In het verleden was een straat genoemd naar
- Pastoor van Ravensteijn die in Son in functie was van 19 oktober 1905 tot zijn dood in 1915.

## Nabijgelegen kerkdorpen
Breugel, Woensel, Best, Nijnsel